# دييغو ريكو
دييغو ريكو سالغيرو (بالإسبانية: Diego Rico Salguero)‏ (مواليد 23 فبراير 1993 - برغش ، إسبانيا) لاعب كرة قدم إسباني ، يلعب في مركزي الظهير الأيسر وقلب الدفاع ، ويلعب حاليًا لنادي ليغانيس الإسباني.

## روابط خارجية
- دييغو ريكو على موقع الاتحاد الأوربي (الإنجليزية)
- دييغو ريكو على موقع قاعدة بيانات كرة القدم.إي يو (الإنجليزية)
- دييغو ريكو على موقع Soccerbase.com (لاعب) (الإنجليزية)
- دييغو ريكو على موقع Soccerway.com (الإنجليزية)
- دييغو ريكو على موقع عالم كرة القدم.نت (الإنجليزية)
- دييغو ريكو على موقع AS.com (الإسبانية)